# Селібська сільська рада
Селібська сільська рада (біл. Сялібскі сельсавет) — адміністративно-територіальна одиниця в складі Березинського району розташована в Мінській області Білорусі. Адміністративний центр — Селіба.
Селібська сільська рада розташована на межі центральної Білорусі, в східній частині Мінської області, на південь від районного центру Березино — орієнтовне розташування — супутникові знімки.
До складу сільради входять 27 населені пункти:
- Борсучина • Бродець • Восход • Жалино • Зорька • Ільїнка • Колос • Кропивня • Красне • Черовоний Орач • Лучний Міст • Маївка • Місцино • Мирославка • Налази • Нове Життя • Осове • Відвага • Островки • Оступ • Плісичине • Підкамінь • Путькове • Селіба • Старий Койтин • Улісся.